# Ernesto Guarda Carrasco
Ernesto Guarda Carrasco (La Unión, 8 de agosto de 1933-Valdivia, 18 de febrero de 2014) fue un compositor, director coral, educador y escritor chileno. Fue reconocido por su importante legado en la vida musical del sur de Chile y por su aporte a la formación de nuevas generaciones en el ámbito de la música.

## Reseña biográfica
Nació en la Provincia de Valdivia. Inició sus estudios musicales  de teoría y piano a temprana edad con la profesora Liliana Pérez en su ciudad natal. En la Escuela Normal de Valdivia estudió teoría y contrabajo con Hernán Barría y armonía y composición con el violinista Joaquín Taulis. Egresó como Profesor Normalista Urbano con mención en Educación Musical de la Escuela Normal Superior José Abelardo Núñez de Santiago. Posteriormente, obtuvo el título de Profesor de Educación Musical en la Universidad Austral de Chile. Además, tomó clases privadas de composición con el destacado compositor Chileno Enrique Soro.
Como contrabajista fue integrante de varias orquestas, como la Orquesta de Cámara de la Escuela Normal Camilo Henríquez de Valdivia, la Sinfónica de Profesores de Santiago, la Sinfónica de la Escuela Normal Abelardo Núñez de Santiago, y la Orquesta de Cámara de la Universidad Austral de Chile, de la cual fue fundador junto al destacado músico y matemático alemán Siegfried Erber.
A partir de la década de 1960 tuvo una activa carrera como director de conjuntos corales, entre los que se pueden destacar el Coro Mixto del Instituto Comercial del Estado, Coro Femenino de Valdivia, Coro Masculino de Valdivia y el Coro Infantil de la Escuela de Hombres.
Fue compositor de muchas obras corales. Fue encargado de realizar los arreglos corales de los Himnos de la Universidad Austral de Chile y del Instituto Alemán Carlos Anwandter. Fue compositor de más de una decena de Himnos escolares y locales de la Provincia de Valdivia, como los de Reumén(con letra de Hugo Gómez Solís) y Lanco (con letra de Alfredo Fredericksen Asenjo)
Una de sus obras más importantes fue la creación en 1973 de la Escuela de Cultura y Difusión Artística de Valdivia, hoy Colegio de Música Juan Sebastián Bach, de la cual fue director. Actualmente, una de las orquestas infantiles estables de dicho establecimiento lleva su nombre.
Como pedagogo desarrolló una importante labor dictando clases y cursos de perfeccionamiento en el ámbito de la pedagogía musical. Además, desarrolló su faceta de escritor por medio de la publicación de ensayos, críticas y columnas, por ejemplo en la revista Kimelchén, editada por la Corporación Cultural Municipal de Valdivia.
Fue miembro de la Academia Chilena de Bellas Artes y miembro del directorio de la Corporación Cultural Municipal de Valdivia.

## Distinciones
- Premio de Extensión Cultural y Artística, Ilustre Municipalidad de Valdivia (1975)
- Distinción "Los Mejores de Chile", Secretaría Nacional de la Juventud (1977)
- Profesor más representativo de la Zona Sur de Chile, Centro de Perfeccionamiento e Investigaciones Pedagógicas del Ministerio de Educación (1985)
- Premio Binacional por la Hermandad, Bariloche, Argentina (1996)
- Premio Municipal de Arte a la Trayectoria, Valdivia (2012)[5]

## Libros
- La Orquesta en Chile. Génesis y evolución (Valdivia: Ediciones Kultrún, 2005)
- La Orquesta en Chile. Génesis y evolución, segunda edición en coautoría con José Manuel Izquierdo (Santiago: SCD, 2012)

## Composiciones (selección)
- Transparencias aleatorias, para piano (1996)
- Laberintofonía, para cuarteto de cuerdas (1998)
- Ave María (In Memoriam Sergio Pineda), coro mixto
- Arrullo, para coro

Obras sobre texos de Gabriela Mistral:
- Hallazgo (1981), coro mixto
- Romance de Nochebuena (1984), coro mixto (S.C.T.B)
- Romance de Nochebuena, coro mixto (S.C.T.T)
- Dulzura, Coro femenino
- Suavidades, coro mixto
- Corderito, coro mixto
- Piececitos, soprano y piano
- Pinares, versión para soprano y piano
- Pinares, versión para coro mixto

## Grabaciones
- Romance de Nochebuena, en el album " Niños Cantores de Viña del Mar - Cantan a Gabriela Mistral" (Sello Alerce,1995)
- Romance de Nochebuena, en el album "Villancicos Latinoamericanos" (Sello Alerce, 1996), Coro de los Niños Cantores de Viña del Mar, Director: Jorge Bonilla Vera.
- Romance de Nochebuena y Hallazgo, en el disco "Paisaje Musical Chileno" (1998), Coro de Cámara Universidad Católica de Temuco, Director: Ricardo Díaz Arcos.
- Himno de Reumén, Casette "Himnos de Reumén" (2000) editado por Jorge Gómez Solís.
- Himno de Reumén, en el album "De viaje al Sur" (2016), Agrupación Folclórica Luz del  Sur.